# Červeňany
Červeňany (hongrois : Veres) est un village de Slovaquie situé dans la région de Banská Bystrica.

## Histoire
La première mention écrite du village date de 1345.

## Démographie

### Évolution de la population
| Année:               | 1994. | 2004.    | 2014. | 2024.   |
| -------------------- | ----- | -------- | ----- | ------- |
| Nombre de personnes: | 28    | 40       | 44    | 41      |
| Différence:          |       | +42,85 % | +10 % | -6,81 % |

| Année:               | 2023. | 2024.    |
| -------------------- | ----- | -------- |
| Nombre de personnes: | 36    | 41       |
| Différence:          |       | +13,88 % |